# 青木宣纯
青木宣纯（日语：青木宣純/あおき のぶずみ，1859年6月19日—1924年12月12日），日本宮崎县人，日本陸軍軍人。最終军衔为陸軍中将。他是日本最早的「中国通軍人」，共在中国生活了13年。

## 生平
他是佐土原藩士・青木新藏的長子。早年他入陸軍幼年学校。明治10年（1877年）5月，他入陸軍士官学校。明治12年（1879年）12月，他任砲兵少尉，翌年12月他从陸軍士官学校（旧3期）毕业。
明治14年（1881年）4月起，他历任山砲兵第2大隊附、陸軍士官学校教官、參謀本部任职。明治17年（1884年）10月至明治20年（1887年）12月，他被派往清国，驻广東、北京。明治21年（1888年）3月起，他历任近衛砲兵联隊附、陸軍士官学校教官、参謀本部第2局員，后到比利时留学。明治27年（1894年）8月，他被任命为第1軍參謀。翌月至明治28年（1895年）5月，他参加甲午战争。
明治28年（1895年）8月，他就任参謀本部第2局員。明治30年（1897年）10月至明治33年（1900年）3月，他任日本驻清国公使館附。他应袁世凱邀请，任新建陸軍軍事顧問。归国後，他任参謀本部副、第5師团司令部附、駐清国公使館附、参謀本部員。明治35年（1902年）12月，他升任砲兵大佐，就任野战砲兵第14联隊長。明治36年（1903年）11月，他任清国公使館附。不久，他结识了在京師警務学堂工作的漢学家中島竦，依赖后者进行蒙古研究的編纂工作。
日俄战争后，明治37年（1904年）7月他任满洲軍总司令部副，驻北京，手下有特別任務班之稱的组织，从事馬賊使用以及铁路与電線破壞工作。明治38年（1905年）1月，他任清国公使館附。明治40年（1907年）11月，他任陸軍少将。大正2年（1913年）8月，他晋升陸軍中将，任旅順要塞司令官。
大正4年（1915年）12月，他任参謀本部附。大正6年（1917年）1月至大正12年（1923年）1月，他应北京政府聘任为黎元洪的軍事顧問。其間，大正8年（1918年）8月他入編预備役。大正10年（1921年）4月，入後備役。
1924年12月12日逝世。

## 人物
- 甲午战争後，他作为前述袁世凱的軍事顧問（新建陸軍的指導），在袁世凯心中信用甚高。日俄战争时期，袁世凯对日合作与青木的努力有很大的关系。
- 其传记有 佐藤垢石『青木宣純 - 謀略将軍』（墨水書房、1943年）。

## 家庭
- 女婿 磯谷廉介（陸軍中将）